# Christoph Huber (Mediziner)

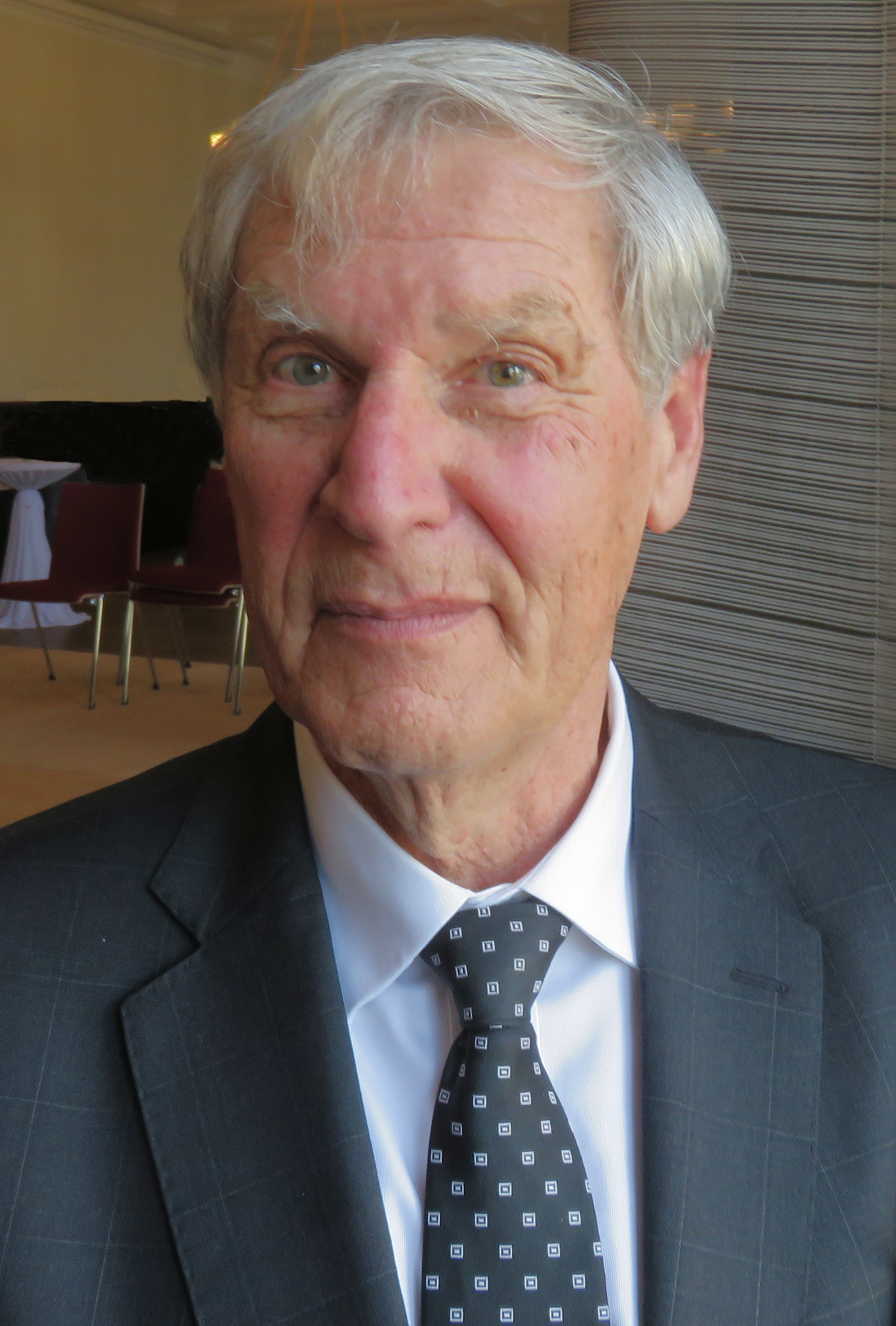
Christoph Huber (2019)

Christoph Huber (* 14. Februar 1944 in Wien) ist ein österreichischer Hämatologe, Onkologe und Immunologe mit den Forschungsschwerpunkten Tumor-Abwehr und Stammzelltransplantation. Von 1990 bis zu seiner Emeritierung im Jahr 2009 war er Direktor der III. Medizinischen Klinik und Poliklinik an der Universitätsmedizin der Johannes Gutenberg-Universität Mainz.
Huber ist einer der Gründer von BioNTech und gehörte bis 2023 dem Aufsichtsrats der Firma an.

## Leben
Christoph Huber studierte von 1962 bis 1968 Medizin an der Universität Innsbruck, verbrachte von 1968 bis 1974 auch seine Ausbildung zum Facharzt für Innere Medizin in Innsbruck bei Herbert Braunsteiner und schloss diese Ausbildung 1976 nach mehreren Auslandsaufenthalten mit der Habilitation ab. 1981 erfolgte am Fred Hutchinson Cancer Research Center seine Ausbildung in klinischer Knochenmarktransplantation bei Edward Donnall Thomas, mit der Folge, dass Huber 1983 in Wien eine der ersten europäischen Stammzelltransplantations-Einrichtungen gründete und leitete. 1986 wurde er an der Universität Innsbruck zum Professor für Klinische Immunbiologie und Leiter der gleichnamigen Abteilung ernannt.
1990 wurde Huber zum Ordinarius für Innere Medizin und Leiter der III. Medizinischen Klinik und Poliklinik der Universitätsmedizin Mainz berufen. In einer Würdigung anlässlich seiner Emeritierung im Jahr 2009 hieß es: „Dieser Ruf war mit der Erwartung der Etablierung eines international wahrnehmbaren Forschungs- und Versorgungszentrums für Hämatologie, Onkologie und Stammzelltransplantation verbunden. […] Die gestellten Aufgaben wurden gelöst und eine führende Schule für Hämatologie, Onkologie und Immunologie begründet, die inzwischen zahlreiche Ordinariate in Deutschland und anderen europäischen Ländern besetzt hat.“ Neben diesen Schwerpunkten habe sich Huber erfolgreich für den Neubau der Kliniken für Innere Medizin, den Ausbau des Schwerpunkts Pneumologie und für die Etablierung der akademischen Palliativmedizin an der Universitätsmedizin Mainz eingesetzt.
Er leitete den Sonderforschungsbereich 432. Zur klinischen Umsetzung seiner Forschungsarbeiten hat Huber im Jahr 2001 mit Uğur Şahin, Özlem Türeci und weiteren Partnern und Finanzinvestoren die BioTech-Firma Ganymed Pharmaceuticals und 2008 BioNTech gegründet, einen Spezialanbieter von personalisierten Krebsimmuntherapeutika. Ferner war er am Aufbau des Instituts für Translationale Onkologie (TRON) der Universitätsmedizin Mainz beteiligt, das seit dem Jahr 2019 mit dem Helmholtz-Institut für Translationale Onkologie (HI-TRON Mainz) kooperiert, und er ist Vorstand des Mainzer Cluster Individualisierte Immunintervention (Ci3) e. V., dessen Ziel es ist, die Rhein-Main-Region im Gebiet der individualisierten Immunintervention „an der internationalen Spitze zu etablieren.“ Im Oktober 2021 wurde er in das sechsköpfigen Scientific Advisory Board der Medizinischen Universität Wien berufen. Für die Funktionsperiode 2023 bis 2028 wurde er neben Eva Dichand, Peter Husslein, Sigrid Pilz und Thomas Zeltner Mitglied des Universitätsrates der Medizinischen Universität Wien.
Christoph Huber war langjähriger Präsident der Association for Cancer Immunotherapy (CIMT). Er wohnt in Innsbruck und ist Autor von mehr als 200 wissenschaftlichen Publikationen.

## Ehrungen
- 1997: Korrespondierendes Mitglied der mathematisch-naturwissenschaftlichen Klasse im Ausland der Österreichischen Akademie der Wissenschaften[11]
- 2004: Landesverdienstmedaille Rheinland-Pfalz
- 2007: Ehrendoktor der Medizinischen Universität Innsbruck für „maßgebliche Beiträge zur Identifizierung selektiv tumorexprimierter Antigene und ihres Einsatzes in Diagnostik und Therapie“, es sei ihm gelungen, „eine eigene wissenschaftliche Schule zu begründen“[12]
- 2014: Buch Cancer Immunotherapy Meets Oncology: In Honor of Christoph Huber zu seinem 70. Geburtstag im Springer-Verlag
- 2015: Ehrenzeichen des Landes Tirol
- 2015: Bundesverdienstkreuz 1. Klasse der Bundesrepublik Deutschland „in Anerkennung seiner herausragenden Verdienste um die Erforschung und Bekämpfung von Krebs und Immunerkrankungen“[13]
- 2016: Kardinal-Innitzer-Preis der Erzdiözese Wien
- 2020: Österreichisches Ehrenkreuz für Wissenschaft und Kunst I. Klasse[14][15]
- 2021: Ehrenmitglied der Gesamtakademie der Österreichischen Akademie der Wissenschaften (ÖAW)[16]
- 2021: European Manager of the Year[17]
- 2021: Tiroler des Jahres[18]
- 2021: Deutscher Zukunftspreis
- 2021: Carl-Friedrich-von-Weizsäcker-Sonderpreis der Nationalen Akademie der Wissenschaften „Leopoldina“
- 2022: Werner-von-Siemens-Ring[19]
- 2022: Ehrendoktor der Johannes Gutenberg-Universität Mainz[20]
- 2022: Ehrenbürger der Stadt Mainz
- 2022: Ehrenbürger der Stadt Innsbruck[21]
- 2022: Großes Bundesverdienstkreuz
- 2022: Johann-Georg-Zimmermann-Medaille
- 2023: Ehrensenator der Medizinischen Universität Innsbruck[22]
- 2024: Deutsche Krebshilfe Preis

## Buchveröffentlichungen
- als Co-Herausgeber: Krebsimmuntherapien: Standards und Innovationen. Deutscher Ärzte-Verlag, Köln 2008, ISBN 978-3-7691-1212-2
- als Co-Herausgeber: Die innere Medizin. Lehrbuch. Schattauer, Stuttgart und New York 2000, ISBN 978-3-7945-1800-5

## Belege
1. ↑  Pressemitteilung: Veränderungen im Aufsichtsrat der BioNTech SE und Beschlüsse der Jahreshauptversammlung 2023. In: investors.biontech.de. 25. Mai 2023, abgerufen am 26. Juni 2025.
2. ↑  Curriculum Vitae auf rlp-forschung.de
3. ↑  Christoph Huber als Direktor der III. Medizinischen Klinik verabschiedet. (Memento vom 1. April 2009 im Internet Archive) Im Original erschienen auf uni-mainz.de vom 25. März 2009.
4. ↑  Professor Christoph Huber erhält Bundesverdienstkreuz. Auf: unimedizin-mainz.de vom 19. Oktober 2015.
5. ↑  Neues Helmholtz-Institut in Mainz. Auf: pharmazeutische-zeitung.de vom 14. Februar 2019.
6. ↑  Die Mission von Ci3. (Memento vom 10. April 2019 im Internet Archive)
7. ↑  Impfpionier Christoph Huber wird Mitglied des Scientific Advisory Boards der MedUni Wien. In: ots.at. 22. Oktober 2021, abgerufen am 22. Oktober 2021.
8. ↑  Impfpionier Christoph Huber berät Medizinuni Wien. In: Wiener Zeitung. 22. Oktober 2021, abgerufen am 22. Oktober 2021.
9. ↑  Neu konstituierter Universitätsrat der MedUni Wien betont die herausragende Bedeutung von Wissenschaft. In: ots.at. 28. März 2023, abgerufen am 29. März 2022.
10. ↑  Biographie von Christoph Huber. (Memento vom 19. Februar 2019 im Internet Archive) Publiziert auf dem Webserver von MINI MED Studium (Österreich).
11. ↑  Eintrag Christoph Huber auf dem Webserver der Österreichischen Akademie der Wissenschaften.
12. ↑  Ein großer Festtag. Auf: i-med.ac.at vom 26. März 2007.
13. ↑  Immunologe Christoph Huber mit Bundesverdienstkreuz ausgezeichnet. (Memento vom 30. September 2022 im Internet Archive) Auf: uni-mainz.de vom 19. Oktober 2015.
14. ↑  BioNTech-Gründer Huber erhält österreichisches Verdienstkreuz für Wissenschaft. In: Die Presse/APA. 29. November 2020, abgerufen am 30. November 2020.
15. ↑  BioNTech-Gründer Christoph Huber erhält Verdienstkreuz für Wissenschaft. In: DerStandard.at/APA. 29. November 2020, abgerufen am 30. November 2020.
16. ↑  ÖAW wählte 31 neue Mitglieder. In: oeaw.ac.at. 21. Mai 2021, abgerufen am 21. Mai 2021.
17. ↑  Co-founders of BioNTech win the European Business Press Award. In: economia.gr. 12. September 2021, archiviert vom Original am 4. Dezember 2021; abgerufen am 21. September 2021 (englisch).
18. ↑  Huber und Hauser: „Tiroler des Jahres“. In: ORF.at. 24. September 2021, abgerufen am 24. September 2021.
19. ↑  Werner-von-Siemens-Ring 2022 geht an Uğur Şahin, Özlem Türeci, Katalin Karikó und Christoph Huber. In: Stiftung Werner-von-Siemens-Ring. Abgerufen am 4. April 2025.
20. ↑  Özlem Türeci und Uğur Şahin mit dem Ehrenring der Universitätsmedizin Mainz gewürdigt – Christoph Huber und Ralf Bartenschlager erhalten die Ehrendoktorwürde. In: Universitätsmedizin Mainz. 3. Februar 2022, abgerufen am 4. Februar 2022.
21. ↑  Stadt ehrte verdiente Persönlichkeiten. In: Innsbruck Informiert. 29. April 2022, abgerufen am 28. Dezember 2022.
22. ↑  Großer Ehrungstag: Medizinische Universität Innsbruck würdigt besondere Verdienste. In: science.apa.at. 30. September 2023, abgerufen am 30. September 2023.

| Personendaten    | Personendaten                                        |
| ---------------- | ---------------------------------------------------- |
| NAME             | Huber, Christoph                                     |
| ALTERNATIVNAMEN  | Huber, Christoph H.                                  |
| KURZBESCHREIBUNG | österreichischer Hämatologe, Onkologe und Immunologe |
| GEBURTSDATUM     | 14. Februar 1944                                     |
| GEBURTSORT       | Wien                                                 |